# Hellenamerus ionicus
Hellenamerus ionicus är en kvalsterart som beskrevs av Sandór Mahunka 1974. Hellenamerus ionicus ingår i släktet Hellenamerus och familjen Amerobelbidae. Inga underarter finns listade i Catalogue of Life.